# St. Jakob Stadium
Il St. Jakob Stadium è stato uno stadio di calcio svizzero della città di Basilea.

## Storia
L'impianto venne costruito nel 1954, in occasione del Mondiale svizzero, ed ha ospitato le gare casalinghe della squadra locale, il Basilea.
A livello internazionale è stato utilizzato in quattro finali della Coppa delle Coppe; nel 1968-1969, nel 1974-1975, nel 1978-1979 e nel 1983-1984.
Nel dicembre 1998 l'impianto venne demolito e, al suo posto, venne costruito il più moderno St. Jakob-Park, inaugurato ufficialmente nel 2001.

## Partite di competizioni internazionale disputate nello stadio

### Campionato mondiale 1954
- Inghilterra -  Belgio 3-3 (Gruppo 4, 17 giugno) 40.000 spettatori
- Uruguay -  Scozia 7-0 (Gruppo 3, 19 giugno) 43.000 spettatori
- Ungheria -  Germania Ovest 8-3 (Gruppo 2, 20 giugno) 65.000 spettatori
- Svizzera -  Italia 4-1 (Gruppo 4, 23 giugno) 30.000 spettatori
- Uruguay -  Inghilterra 4-2 (Quarti di finale, 26 giugno) 35.000 spettatori
- Germania Ovest -  Austria 6-1 (Semifinale, 30 giugno) 38.000 spettatori

### Coppa delle Coppe UEFA
- Slovan Bratislava -  Barcellona 3-2 (Finale, 21 maggio 1969)
- Dinamo Kiev -  Ferencváros 3-0 (Finale, 14 maggio 1975)
- Barcellona -  Fortuna Düsseldorf 4-3 d.t.s. (Finale, 16 maggio 1979)
- Juventus -  Porto 2-1 (Finale, 16 maggio 1984)